# Mangrove
Pour l’article homonyme, voir Mangrove (film, 2011).
Localisation
La mangrove est un écosystème de marais maritime incluant un groupement de végétaux spécifiques principalement ligneux, ne se développant que dans la zone de balancement des marées, des côtes basses des régions tropicales. On trouve aussi des marais à mangroves à l'embouchure de certains fleuves, et très exceptionnellement en eau douce. Elle constitue l'un des quatorze grands biomes terrestres définis par le WWF.
La mangrove procure des bénéfices aux populations en matière de sécurité alimentaire, de protection des côtes contre l'assaut des vagues et de stockage de carbone. Elle contribue également à la réduction des risques de catastrophes naturelles liés au changement climatique.
Ces milieux particuliers procurent des ressources importantes (forestières et halieutiques) pour les populations vivant sur ces côtes. Les mangroves sont parmi les écosystèmes les plus productifs en biomasse de notre planète. Les espèces ligneuses les plus notables sont les palétuviers avec leurs pneumatophores et leurs racines-échasses.
La dégradation rapide de certaines mangroves, dans le monde entier, est devenue préoccupante parce qu'elles constituent des stabilisateurs efficaces pour certaines zones côtières fragiles qui sont maintenant menacées, et parce qu'elles contribuent à la résilience écologique des écosystèmes après les cyclones tropicaux et tsunamis et face à la montée des océans entre autres effets du dérèglement climatique. Les mangroves sont des milieux dynamiques et certaines sont capables de s'adapter à une évolution rapide de la sédimentation littorale.
Les forêts de mangroves ont été réduites à moins de 25 % de leur étendue naturelle, selon un rapport intergouvernemental scientifique et politique sur la biodiversité et les services écosystémiques paru en 2019.

## Étymologie

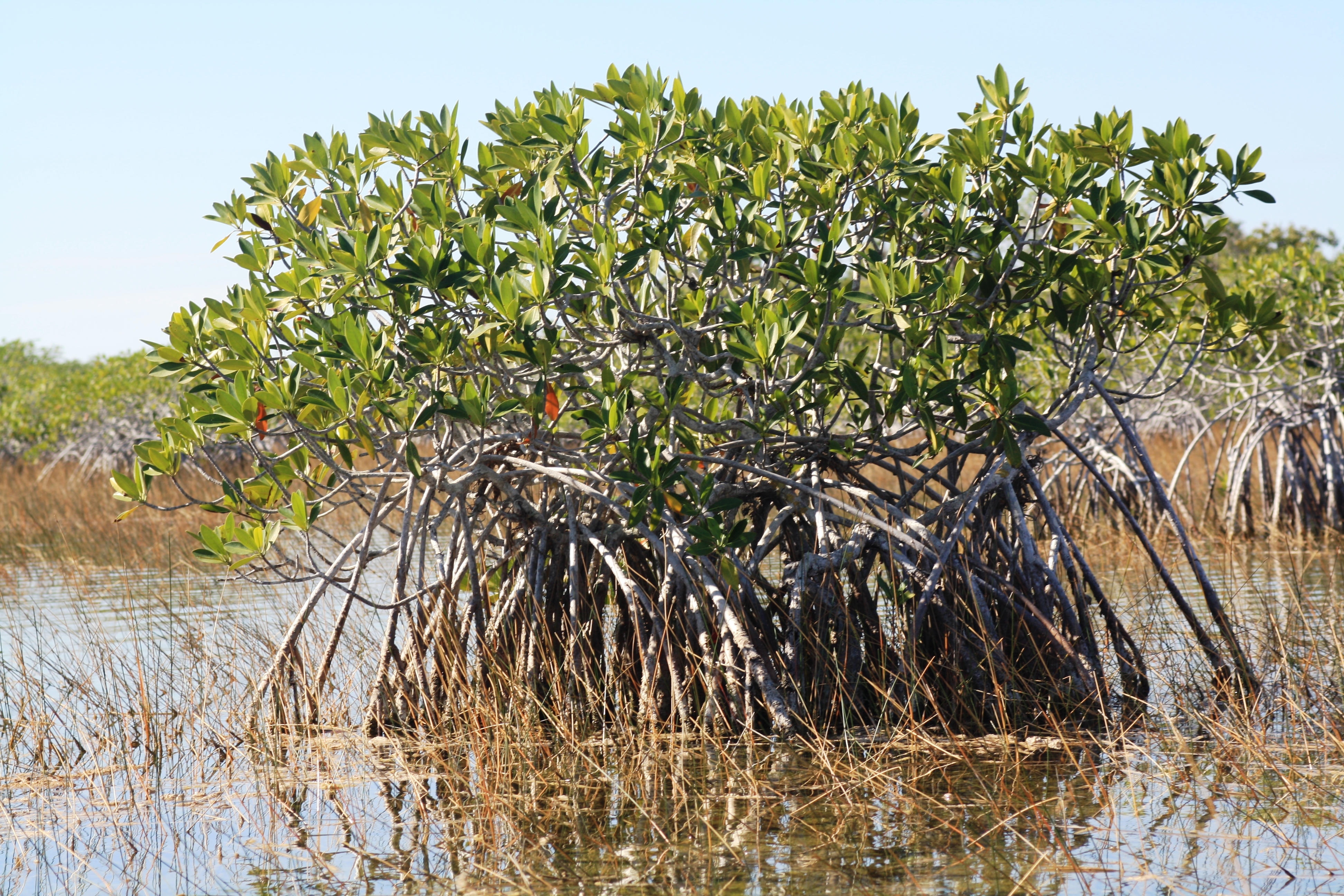
Rhizophora mangle, Nine Mile Pond, Parc national des Everglades

Mangrove est un emprunt à l'anglais (anglicisme). Mangrove en anglais désigne d'abord Rhizophora, en particulier Rhizophora mangle de la famille Rhizophoraceae. Le mot provient probablement du portugais mangue ou de l'espagnol mangle, ou du taïno. Le suffixe grove provient de l'anglais (jardin, bosquet). Par extension mangrove désigne en français comme en anglais le biome où croissent ces arbres, dans les régions tropicales et subtropicales. En anglais le terme est donc polysémique, désignant à la fois l'arbre, le lieu où il se développe, et par glissement toutes zones humides boisées côtières. Le français ne retient que les deux dernières significations, préférant pour la première le mot « palétuvier ». La définition la plus ancienne en anglais désigne Rhizophora (1635).
Le terme anglais américain « swamp » pour « marécage » désigne une zone humide boisée. Le milieu où pousse la mangrove peut être appelé « mangrove swamp », ce qui en fait un cas particulier de swamp soit de marécage, l'expression est semblerait-il traduite par « marais à mangroves » en français.

## Répartition géographique

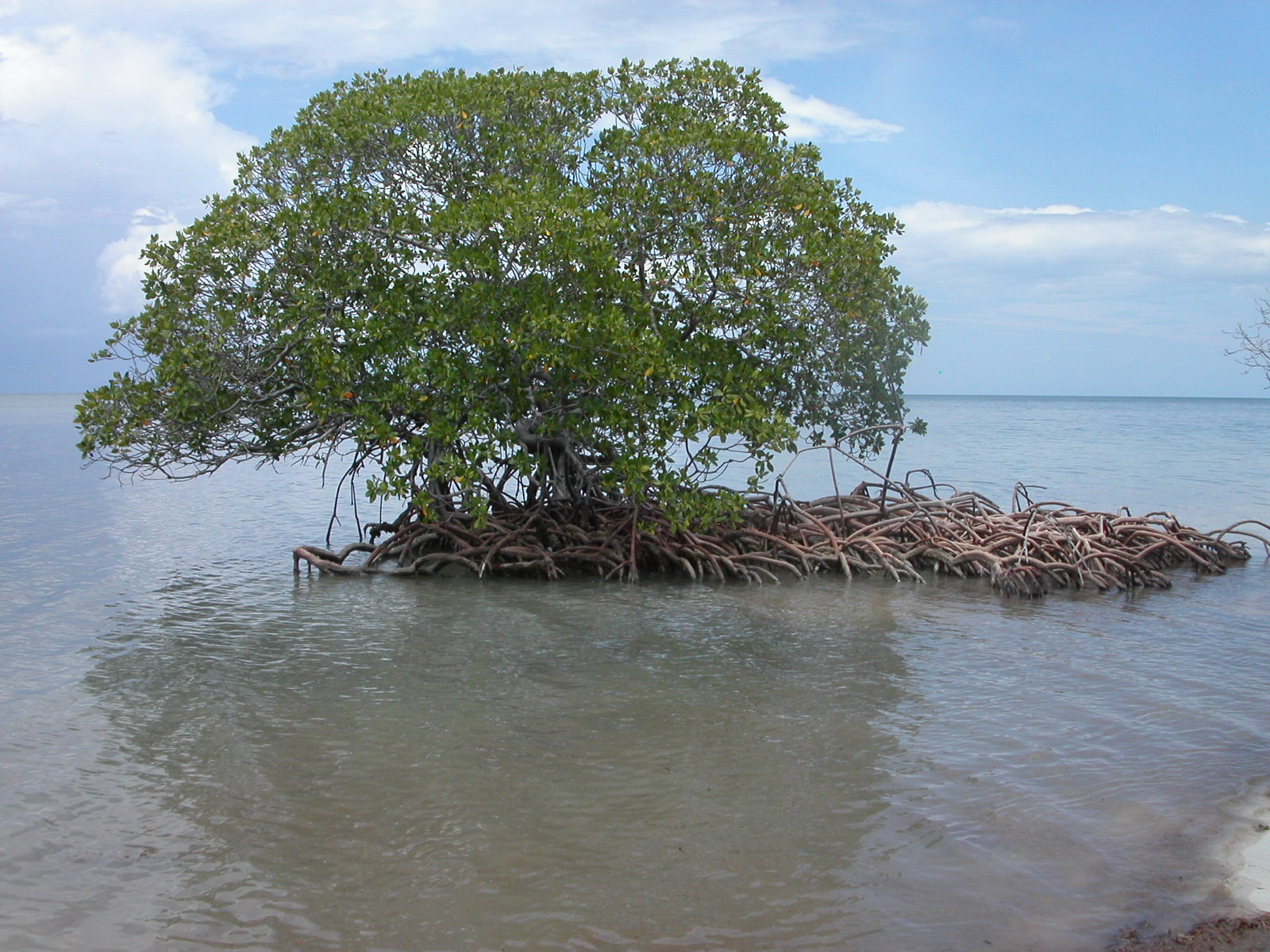
Élément avancé d'une mangrove cubaine ; les palétuviers donnent parfois l'impression d'avancer sur leurs racines. Ils ont un comportement d'espèces pionnières, contribuant souvent à fixer le trait de côte.

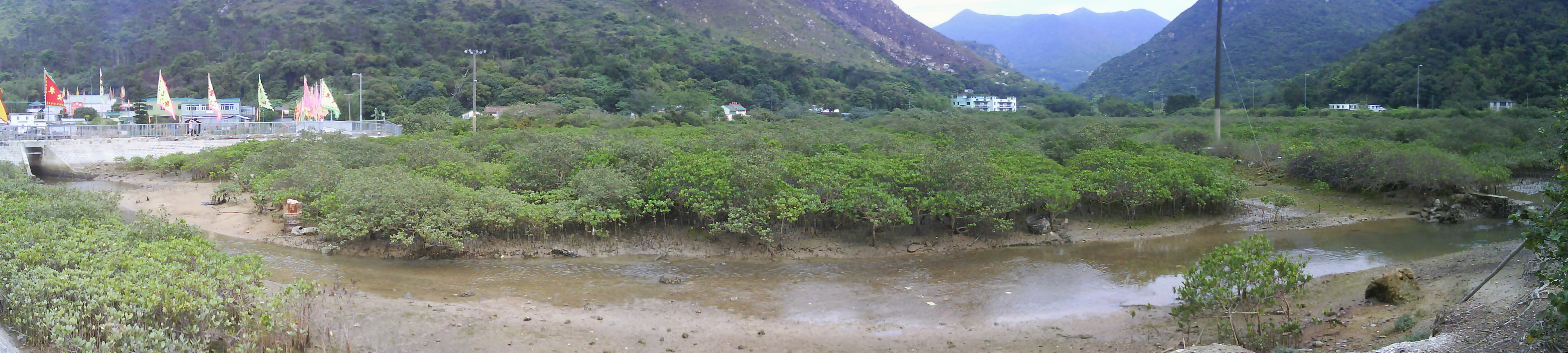
Mangrove périurbaine fixant les vases et épurant l'eau, protégeant des tempêtes à Tai O, près de Hong Kong, Chine.

La mangrove se développe sur le littoral dans des zones calmes et peu profondes. Elle occupe les trois-quarts des côtes et deltas des régions tropicales, assurant une excellente protection contre l'érosion et même les tsunamis. Elle couvre une superficie d'environ 150 000 km2 sur notre planète. Elle se situe le long des zones côtières entre le 30e parallèle nord et le 30e parallèle sud, c'est-à-dire la zone intertropicale. Avec le réchauffement climatique, elle a tendance à remonter plus au Nord.

### Afrique
- En Afrique de l'Est : du sud de la Somalie jusqu'au Mozambique, on peut observer une mangrove dense et haute d'une quinzaine de mètres.
- Au nord, sur les bords de la mer Rouge et de l'océan Indien, elle est déjà moins dense et ne fait plus que cinq mètres ; mais aussi plus au Sud, autrefois, sur la côte orientale d'Anjouan, archipel des Comores.
- En Afrique de l'Ouest, on peut en observer au Sénégal à l'embouchure du fleuve Sénégal et de la Casamance et dans le delta du Sine Saloum[10]. On en trouve aussi dans le golfe de Guinée et à l'embouchure du Congo en République démocratique du Congo. Au Bénin, où sa conservation est ménacée, les coutumes et les croyances traditionnelles sont associées pour une meilleure conservation et une utilisation durable[11].
- À Madagascar[12] principalement sur la façade occidentale de la Grande île.

### Asie
- On peut observer des mangroves sur la côte orientale de l'Inde (lac Pulicat), dans les îles les plus au sud (îles Yaeyama) du Japon ainsi qu'en Asie du Sud-Est incluant quasiment toutes les îles séparant l'Asie de l'Australie.
- Le plus grand ensemble de mangroves du monde est le delta du Gange et du Brahmapoutre.

### Amérique
- En Amérique du Nord, la mangrove pousse le long du littoral du sud de la Floride (États-Unis), notamment dans le parc national de Biscayne[13].
  - En 2021, une mangrove à palétuviers rouges a été découverte dans la péninsule du Yucatán à 170 km de la côte, uniquement sur les berges de la rivière San Pedro Mártir, où elle subsiste en eau douce depuis 125 000 ans. C'est un écosystème relictuel qui s'est constitué lors du dernier interglaciaire (ou période Eemienne, il y a environ 130 à 115 mille ans, quand le climat était plus chaud et que la mer était 6 à 9 m au-dessus du niveau actuel), cette mangrove ayant depuis subsisté là en s'adaptant à l'eau douce et à la période de la glaciation du Wisconsin[14].
- En Amérique du Sud, la mangrove est quasi omniprésente sur le littoral nord du continent, ainsi que dans le sud de l'Amérique centrale jusqu'en Équateur. Certains palétuviers dépassent 30 mètres de haut en Guyane[3].

### Répartition par pays
| Continent | Pays        | Surface (en hectare) | Nombre de réserves associées |
| Asie      | Indonésie   | 4 251 011            | 152                          |
| Asie      | Malaisie    | 630 000              | 99                           |
| Asie      | Birmanie    | 517 000              | 6                            |
| Asie      | Bangladesh  | 410 000              | 5                            |
| Asie      | Inde        | 356 000              | plus de 30                   |
| Asie      | Pakistan    | 600 000              | 1                            |
| Asie      | Philippines | 400 000              | 59                           |
| Asie      | Viêt Nam    | 370 000              | 2                            |
| Amériques | Mexique     | 1 420 200            | plus de 20                   |
| Amériques | Venezuela   | 673 569              | plus de 20                   |
| Amériques | Cuba        | 626 000              | plus de 20                   |
| Amériques | Colombie    | 501 300              | plus de 12                   |
| Amériques | Panama      | 297 532              | 23                           |
| Amériques | États-Unis  | 280 594              | plus de 50                   |
| Océanie   | Australie   | 1 161 700            | 218                          |
| Afrique   | Nigeria     | 3 238 000            | 1                            |
| Afrique   | Madagascar  | 325 560              | 4                            |
| Afrique   | Cameroun    | 306 000              | 1                            |

Le type correspondant de biome dans les zones tempérées est le marais maritime (à ne pas confondre avec le marais salant).

## Faune

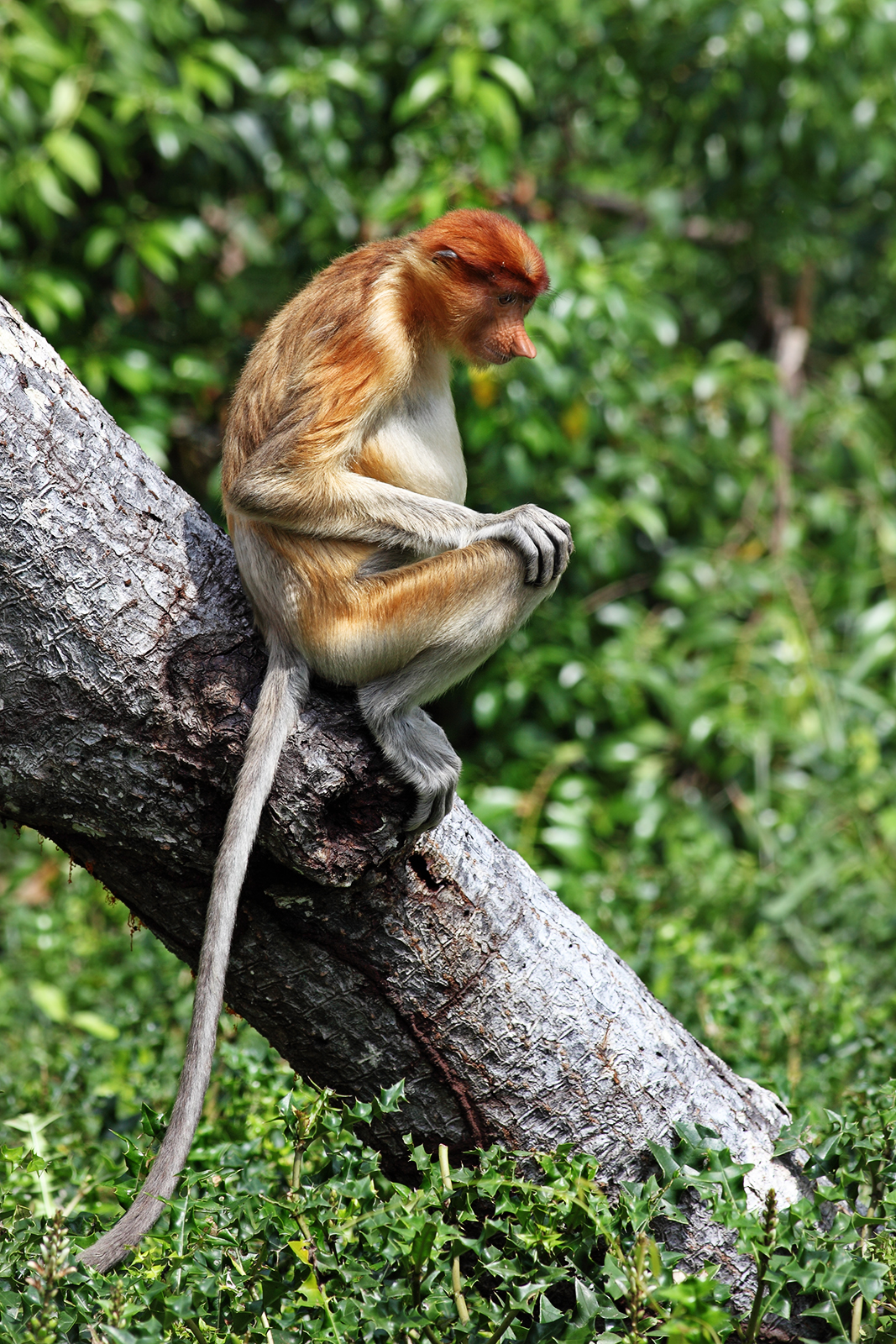
Nasique, singe présent dans la mangrove à Bornéo.

De nombreuses espèces d'oiseaux peuplent la mangrove ; mais les crabes, les mollusques, les crustacés et les poissons sont les plus présents. Ils sont tous amphibies. Un poisson typique des mangroves, le périophtalme, a développé des nageoires lui permettant de sortir de l'eau et de se déplacer. Il peut vivre durant de longues périodes hors de l'eau. On trouve des crabes comme les ucas et les mantous, et le crabe violoniste dit aussi cémafaute. Ce surnom lui est donné en raison de la pince qu'il positionne sur l'abdomen. La zone aérienne est occupée par des insectes, des reptiles et des oiseaux.

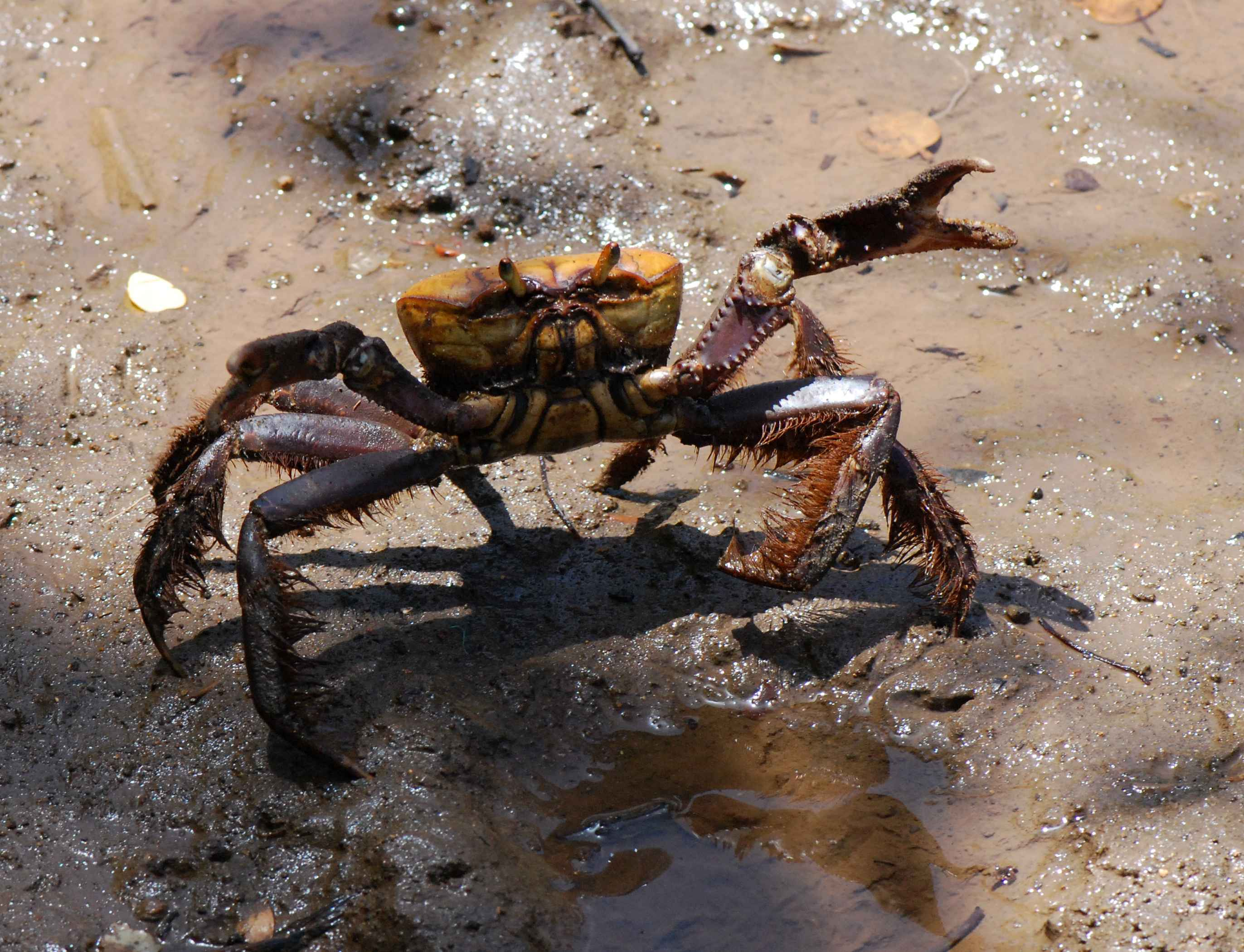
Ucides cordatus (crabe à barbe), espèce de crabe de mangrove, protégée en Martinique et en Guadeloupe.

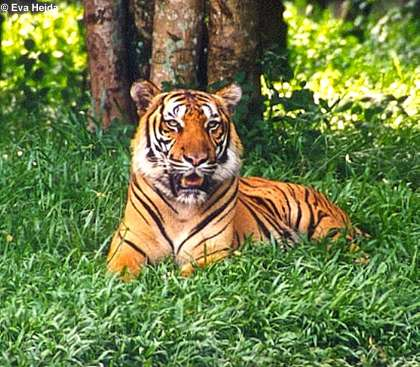
Le tigre du Bengale est une des espèces fréquentant la mangrove du Bangladesh.

Au Bangladesh, la mangrove est le refuge du tigre du Bengale. C'est l'un des derniers territoires où l'homme ne peut pas le menacer. Mais on y trouve aussi le cerf axis, des macaques auxquels l'enchevêtrement de branches d'arbres offre un refuge impénétrable. Les forêts de mangrove sont aussi le lieu d'habitation de nombreux oiseaux comme l'ibis rouge sur l'île de la Trinité.
Sur l'île de Bornéo, la mangrove constitue l'habitat le plus fréquent des nasiques (ces singes en voie d'extinction menacés par la chasse et la destruction de leur milieu de vie que caractérise un nez long, fort proéminent et souple).
Cette espèce jouissant de capacités extraordinaires pour la nage se réfugie dans l'eau dès qu'un danger apparaît ; la mangrove, située en bordure de fleuve constitue par conséquent un havre pour le nasique, qui est par ailleurs très bon grimpeur.

### Quelques exemples de poissons présents dans la mangrove d'Asie du Sud-Est

Poissons de mangrove, province de Ranong, Thaïlande
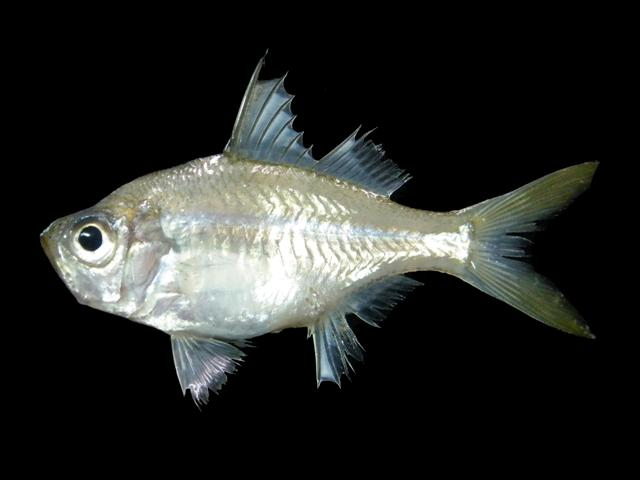
Ambassis interrupta
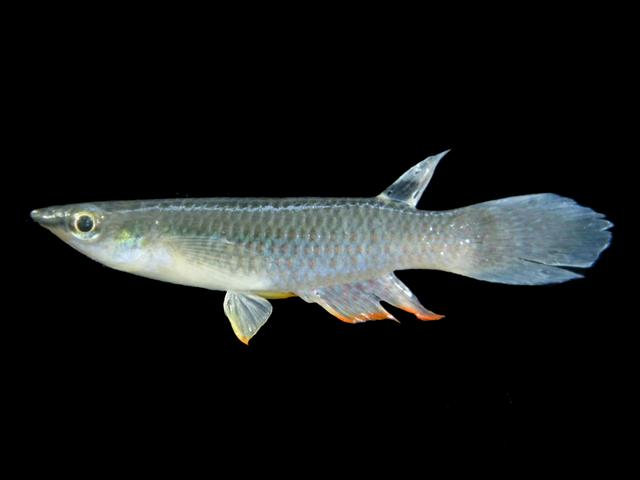
Aplocheilus panchax
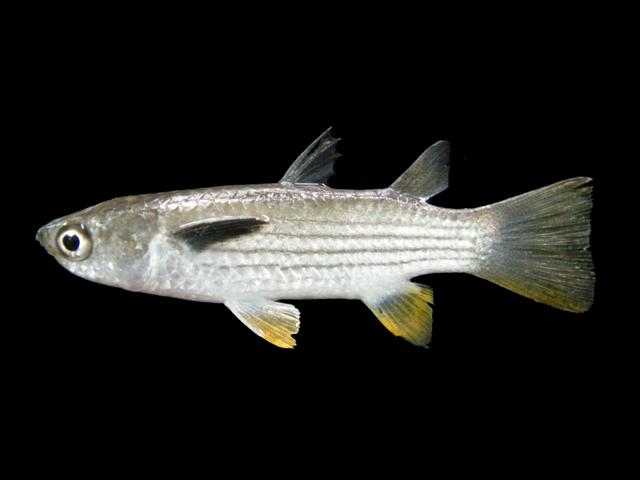
Ellochelon vaigiensis
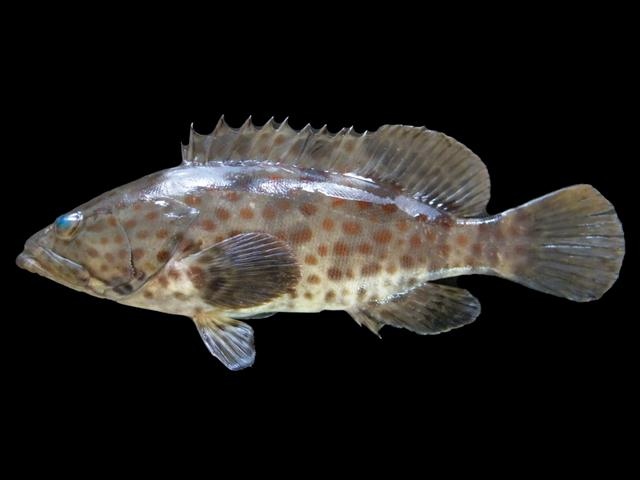
Mérou à taches orange Epinephelus coloides
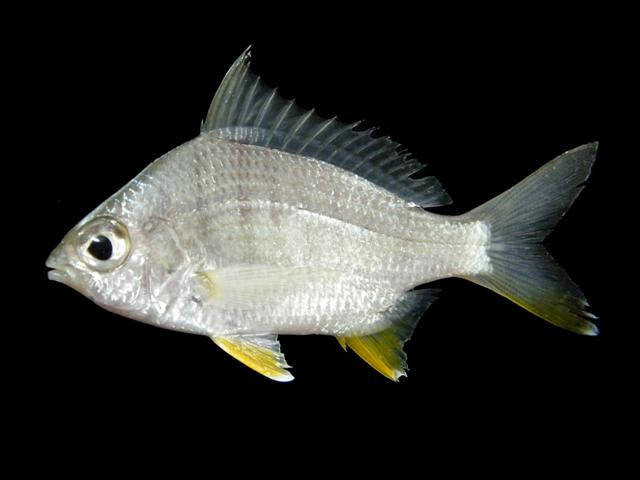
Gerres erythrourus
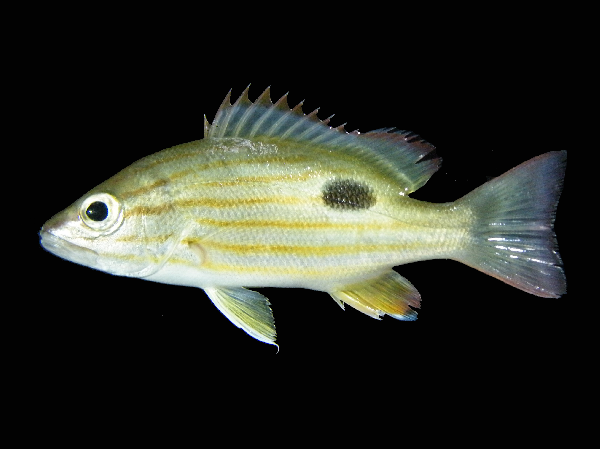
Lutjanus russellii
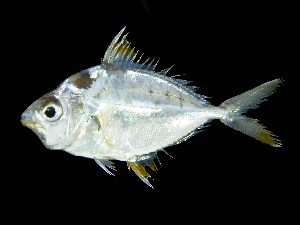
Nuchequula gerroides
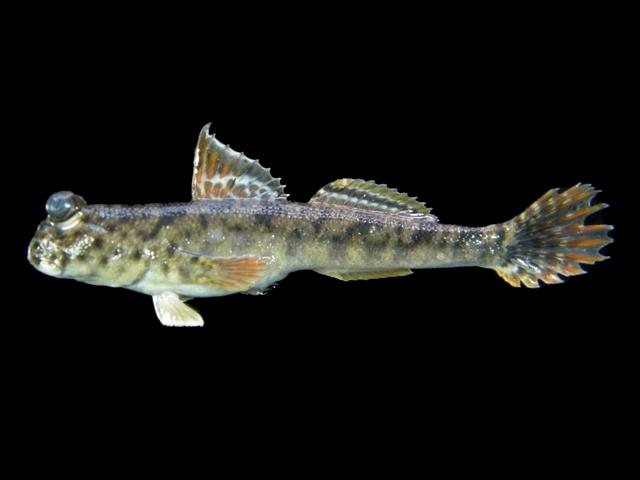
Poisson-grenouille ou Gobie sauteur Periophthalmus argentilineatus
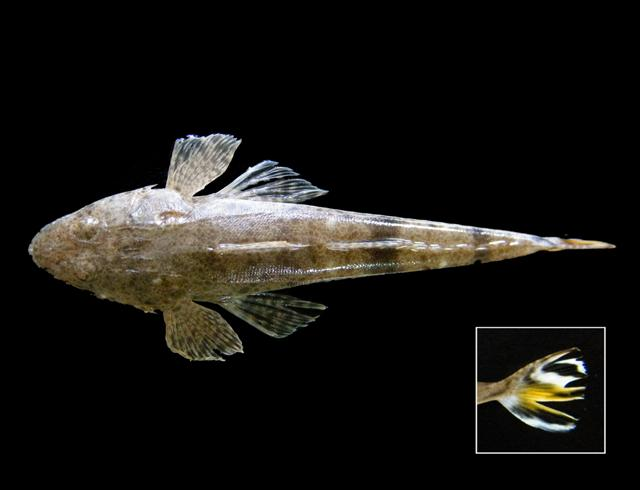
Platycephalus indicus
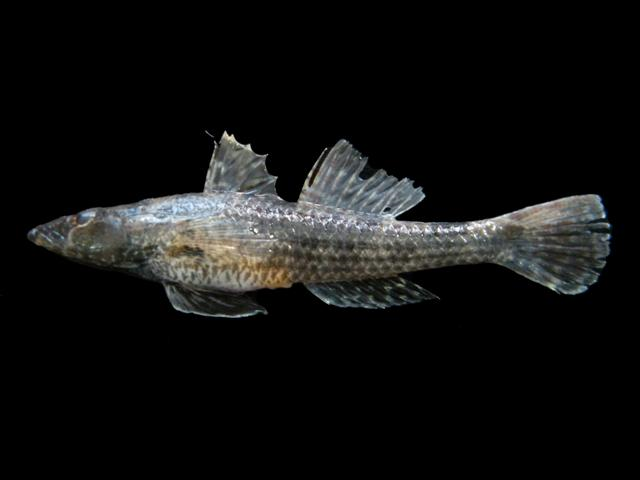
Psammogobius biocellatus
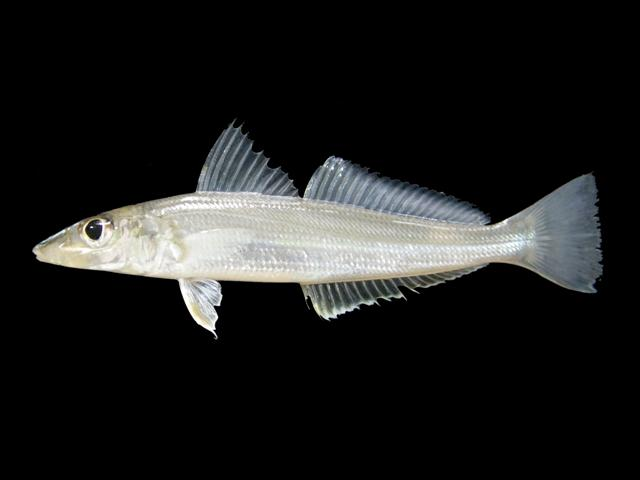
Pêche-madame argenté Sillago sihama
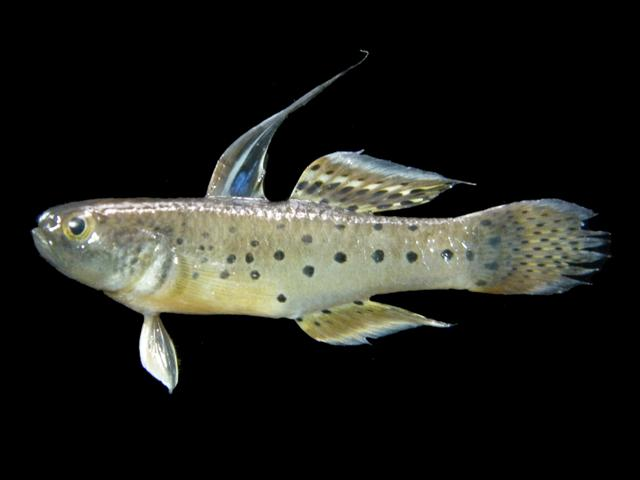
Stimagobius sadanundio
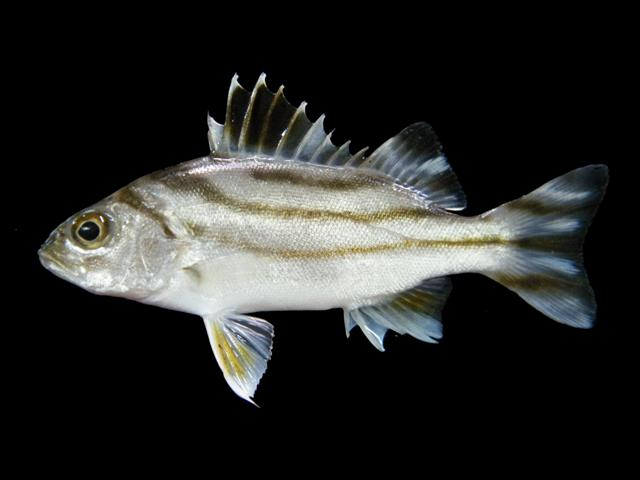
Terapon jarbua
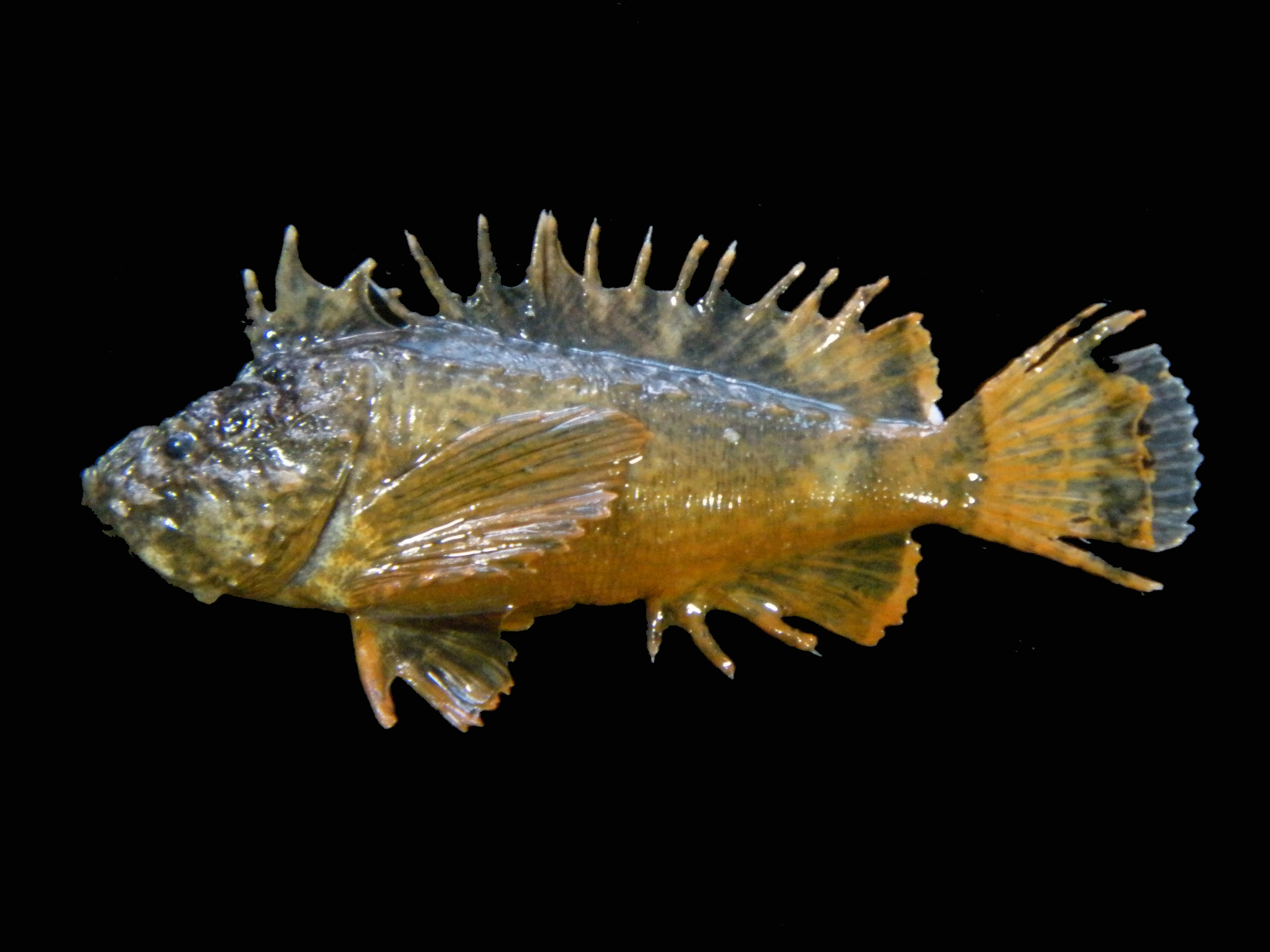
Vespicula trachinoides
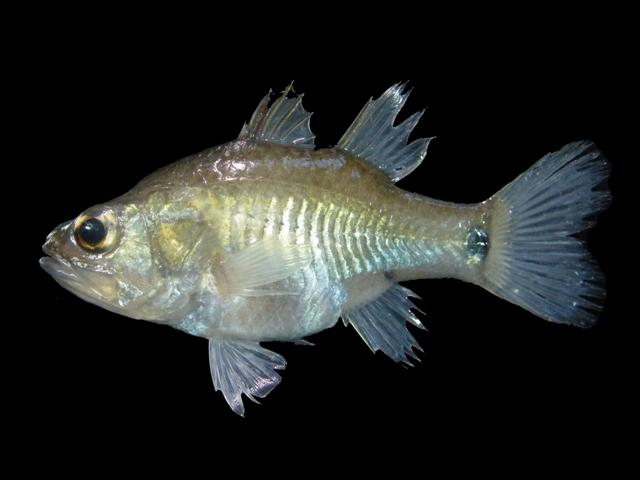
Yarica hyalosoma

## Flore
L'évolution a provoqué une convergence des solutions des plantes végétales des mangroves aux problèmes de la salinité variable, des variations des marées (inondation), des sols sans oxygène et de la lumière du soleil intense de la vie dans les tropiques. Les plantes se développant dans la mangrove doivent donc être adaptées à un milieu hostile :
- une salinité élevée ;
- des racines immergées ;
- une faible oxygénation du sol due à la vase ;
- un sol instable ;
- des eaux chaudes.

Les palétuviers sont les principales espèces végétales de la mangrove. Ils ont su s'adapter à un milieu contraignant.

### Adaptation à une salinité élevée
Ces plantes tolèrent très bien le taux de sel élevé de la mangrove. On dit que ces plantes sont halophiles ou plus exactement halo-résistantes. Par exemple, les palétuviers rouges s'isolent du sel en ayant des racines imperméables qui se subérisent fortement, agissant ainsi comme un mécanisme d'ultra-filtration pour éliminer le sel du milieu. L'eau de végétation contient ainsi jusqu'à 90 %, et dans certains cas jusqu'à 97 % moins de sel que l'eau dans laquelle les racines baignent. Tout le sel qui rentre dans la plante s'accumule dans les pousses et est concentré dans de vieilles feuilles qui servent alors de hangar, stockage éloigné dans les vacuoles des cellules végétales. Les palétuviers blancs (ou gris) peuvent sécréter le sel par l'intermédiaire de glandes à sel à la base des feuilles (d'où leur nom puisqu'elles sont couvertes de cristaux blancs de sel).

### Adaptation aux marées
La mangrove est parfaitement adaptée au cycle des marées qui sont une des sources d'énergie du système écotonial particulier qu'est la mangrove.

### Adaptation à une faible oxygénation du sol

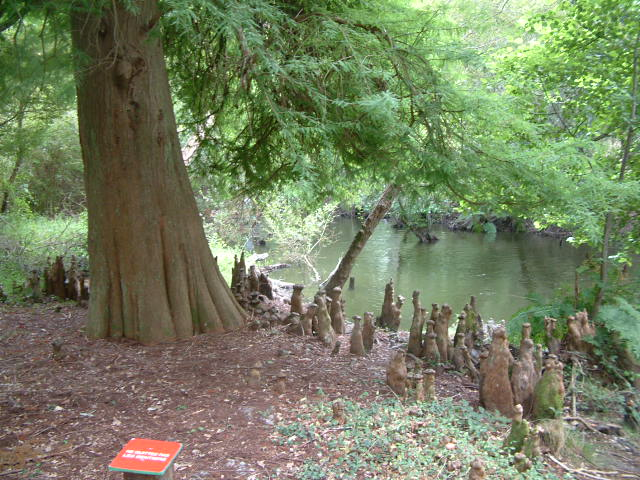
Les racines de certains cyprès (Taxodium distichum) évoquent les pneumatophores d'arbres de mangroves, mais ne sont néanmoins pas adaptées aux eaux salées.

Le sol de la mangrove est constitué de vase littorale, un milieu souvent fortement anaérobie (sans oxygène), sauf quand il s'agit de sable. La respiration des arbres est donc assurée grâce à des organes complexes développés dans les racines. 

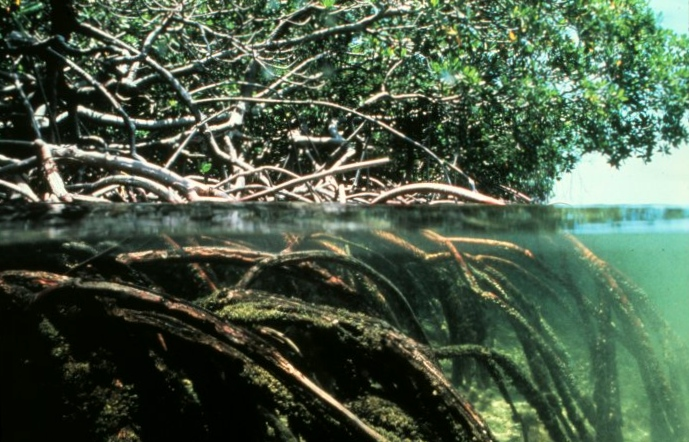
Les racines ont un rôle respiratoire et de fixation. Elles servent d'abri à de nombreux organismes.

Par exemple, les palétuviers rouges, qui peuvent vivre dans les secteurs les plus inondés, poussent vers le haut au-dessus du niveau d'eau avec des racines échasses. Ils peuvent récupérer l'air par des fentes dans leur écorce appelées lenticelles. 
Les palétuviers noirs vivent sur des terrains plus élevés et produisent beaucoup de pneumatophores (des racines spécialisées qui poussent hors du sol vers le haut comme des pailles pour la respiration) qui sont couvertes de lenticelles. Ces « tubes pour respirer » atteignent des tailles de 30 centimètres, bien que quelques espèces en aient qui atteignent plus de trois mètres de haut. Il y a quatre types de pneumatophore : échasse, droit, en arceau et en ruban.

### Limitation des pertes en eau
En raison de la disponibilité limitée en eau douce dans les sols salés de la mangrove, les palétuviers ont développé des mécanismes pour limiter la quantité d'eau qu'ils perdent par leurs feuilles. Celles-ci peuvent contrôler l'ouverture de leurs stomates (des petits pores sur la surface de leurs feuilles qui échangent des gaz et de la vapeur d'eau pendant la photosynthèse) et également contrôler l'orientation de leurs feuilles. En les orientant pour éviter le soleil vif de midi, les palétuviers peuvent réduire l'évaporation à la surface de leurs feuilles.

### Récupération de nutriments
Le plus gros problème auquel les palétuviers font face est la récupération des nutriments dans le milieu. Comme le sol dans lequel les palétuviers vivent est perpétuellement saturé en eau, il n'y a pas beaucoup d'oxygène libre disponible. Avec ces faibles teneurs en oxygène, les bactéries anaérobies produisent de l'azote sous forme gazeuse, du fer soluble, des phosphates inorganiques, des sulfures et du méthane, qui contribuent à l'odeur désagréable des marais à palétuviers et rendent l'environnement hostile aux espèces végétales. Puisque le sol n'est pas particulièrement nutritif, les palétuviers se sont adaptés en modifiant leurs racines. Les systèmes racinaires en forme d'échasses permettent aux palétuviers de récupérer les gaz directement de l'atmosphère et les divers autres aliments, comme le fer, du sol inhospitalier. Ils stockent souvent les gaz directement à l'intérieur des racines de sorte qu'ils puissent être tout de même alimentés lorsque les racines sont submergées pendant la marée haute.

### Adaptation au sol
En plus de leur rôle respiratoire, les racines ont bien sûr un rôle de fixation important. Elles permettent à la plante d'assurer sa fixation au sol constitué de vases peu stables. Les mangroves évitent l'érosion des côtes grâce à leurs racines formant un rempart aux vagues et permettant de retenir les alluvions provenant des cours d'eau.

### Évolution des jeunes plantules
Dans cet environnement difficile, les palétuviers ont évolué pour offrir un mécanisme d'aide aux jeunes plantules. Tous les palétuviers ont des graines flottantes qui favorisent la dispersion par l'eau. À la différence de la plupart des plantes, dont les graines germent dans le sol, beaucoup de palétuviers (par exemple palétuvier rouge) sont vivipares c'est-à-dire que leurs graines germent sur l'arbre parent avant de tomber. Une fois que la graine a germé, la plantule se développe dans le fruit (par exemple Aegialitis, Acanthus, Avicennia et Aegiceras), ou vers l'extérieur en se servant du fruit comme support (par exemple Rhizophora, Ceriops, Bruguiera et Nypa). On nomme ce dernier système un propagule (une plante prête à aller), qui peut produire sa propre nourriture par l'intermédiaire de la photosynthèse. Quand le propagule est mûr, il chute dans l'eau où il peut être transporté sur grandes distances. Il peut survivre à la dessiccation et rester dormant durant des semaines, des mois, ou même une année jusqu'à ce qu'il arrive dans un environnement approprié. Une fois qu'un propagule est prêt à s'enraciner, il changera sa densité de sorte qu'au lieu de faire un système racinaire horizontal favorisant la flottaison, il produit un système racinaire vertical. En cette position, il est prêt s'enraciner dans la boue. Si un propagule ne s'enracine pas, il peut changer sa densité de sorte qu'il flotte plus loin encore à la recherche de conditions plus favorables.

### Des espèces adaptées au milieu

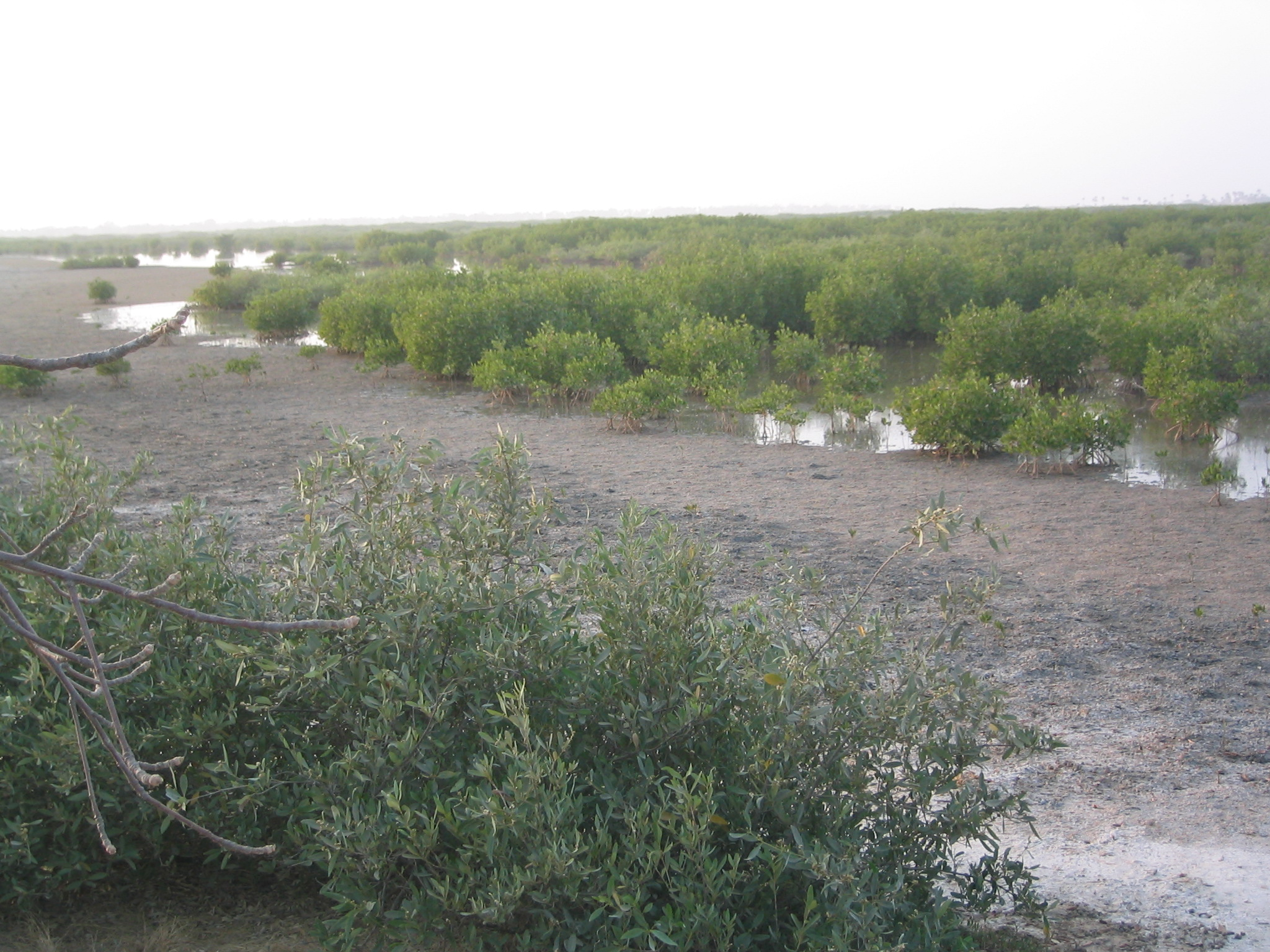
À marée basse, affleurement des tannes (terre salée) au milieu des mangroves dans un bolong du Sine-Saloum près de Mboss Dor (Sénégal)

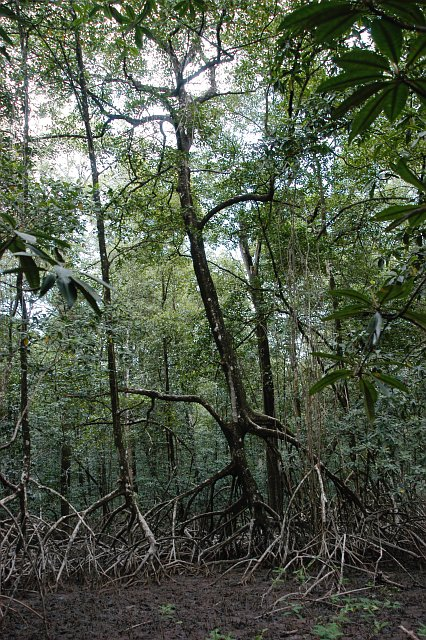
Rhizophora racemosa est un des arbres de la forêt estuarienne de mangrove, ici près de Vigia (État du Pará, Nord du Brésil, à marée basse).

Pour ces raisons, peu nombreuses mais indispensables sont les espèces d'arbres qui se sont adaptées à ce milieu ; ce sont :
- les palétuviers ;
- la fougère dorée ;

#### Espèces dominantes
| Famille        | Genre et nombre d'espèce                             |
| -------------- | ---------------------------------------------------- |
| Avicenniaceae  | Avicennia, 9                                         |
| Combretaceae   | Laguncularia, 11; Lumnitzera, 2                      |
| Arecaceae      | Nypa, 1                                              |
| Rhizophoraceae | Bruguiera, 6; Ceriops, 2; Kandelia, 1; Rhizophora, 8 |
| Sonneratiaceae | Sonneratia, 5                                        |

#### Espèces minoritaires
| Famille        | Genre et nombre d'espèce  |
| -------------- | ------------------------- |
| Acanthaceae    | Acanthus, 1; Bravaisia, 2 |
| Bombacaceae    | Camptostemon, 2           |
| Cyperaceae     | Fimbristylis, 1           |
| Euphorbiaceae  | Excoecaria, 2             |
| Lythraceae     | Pemphis, 1                |
| Meliaceae      | Xylocarpus, 2             |
| Myrsinaceae    | Aegiceras, 2              |
| Myrtaceae      | Osbornia, 1               |
| Pellicieraceae | Pelliciera, 1             |
| Plumbaginaceae | Aegialitis, 2             |
| Pteridaceae    | Acrostichum, 3            |
| Rubiaceae      | Scyphiphora, 1            |
| Sterculiaceae  | Heritiera, 3              |

## Organisation
Voici les espèces d'arbres et arbustes palétuviers qui poussent dans la mangrove en allant du bord de la mer jusqu'à la terre ferme.

### Mangrove aux Antilles et en Guyane
Quatre espèces de palétuviers sont presque toujours présentes dans une mangrove aux Antilles et en Guyane (aire biogéographique occidentale) :
- Rhizophora mangle (palétuvier rouge) est le moins résistant à la salinité ; il se développe en bord de mer et est espèce pionnière de la mangrove[19].
- Avicennia germinans (palétuvier noir des Antilles ou palétuvier blanc en Guyane) se développe juste en arrière, suivi des palétuviers blancs.
- Laguncularia racemosa (palétuvier blanc dans les Antilles, ou palétuvier gris en Guyane).
- Conocarpus erectus (palétuvier gris dans les Antilles) ne sont pas adaptés à l'immersion, mais supportent une salinité très élevée[20].

### Mangrove en Asie du Sud-Est
En Asie du Sud-Est, les espèces de palétuviers et l'organisation de la mangrove sont différentes :
- Sonneratia et Avicennia dont l'Avicennia marina sont très résistant à la salinité ; ils se développent en bord de mer et sont les premiers à pousser dans la mangrove.
- Rhizophora dont le Rhizophora mucronata se développent ensuite en arrière, formant une barrière de racines souvent pratiquement impénétrable où pullulent des nuées de moustiques et de multiples insectes dont parfois de magnifiques lucioles bioluminescentes.
- et enfin Bruguiera[21] dont le Bruguiera gymnorhiza encore plus en arrière et jusqu'à la terre ferme[22] ainsi que le palmier Nypa fruticans le long des cours d'eau boueux[23].

### Autres mangroves
Quatre espèces de palétuviers sont présentes dans la mangrove du lagon de l'île Europa : Rhizophora mucronata, Avicennia marina, Bruguiera gymnorhiza et Ceriops tagal,.
Mangrove typique de Nouvelle-Calédonie…

## Ressource traditionnelle et services écosystémiques
Dans de nombreux pays, la mangrove est un lieu de récolte et d'utilisation traditionnelle de produits utilisés par la population locale,. Au Bangladesh, la mangrove produit du bois pour le charbon, mais aussi pour les constructions d'habitations. Elle fournit aussi le miel et de nombreuses plantes qui alimentent l'artisanat et la pharmacopée locale.
La production d'organismes aquatiques comestibles a cependant bien plus de valeur directe et indirecte que n'en a la production de bois potentielle. Kapetsky en 1985 a évalué à 90 kg/ha le rendement moyen en poissons et coquillages d'une mangrove (et jusqu'à 225 kg/ha) ; selon lui, « la production halieutique totale mondiale des mangroves serait de l'ordre de 1 000 000 t/an (pour une superficie estimée à 83 000 km2 d'eaux libres à l’intérieur des mangroves), soit à peine plus d'un pour cent de la production mondiale totale annuelle estimée de tous les types d'eau ».

## Un milieu menacé

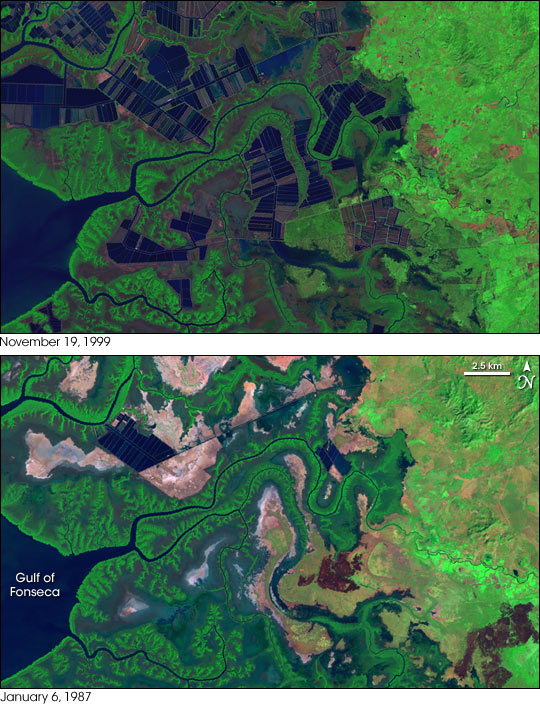
Deux images en fausses couleurs montrent l'extension des fermes aquacoles dans la mangrove naturelle du littoral du Pacifique au Honduras entre 1987 et 1999. Les fermes aquacoles apparaissent sous la forme de rangées de rectangles. Dans l'image la plus ancienne (en bas), la mangrove occupe les estuaires de plusieurs fleuves tributaires du Pacifique. Au moins une grande ferme aquacole est visible dans le quadrant gauche supérieur, ce qui confirme que l'élevage des crevettes avait déjà commencé à cette époque. Depuis 1999 (image du haut), une grande partie de la région a été transformée en rangées de bassins à crevettes.

### L'impact humain
Les mangroves sont des milieux menacés essentiellement par les constructions humaines cherchant à gagner sur la mer et les côtes. Ainsi, elles sont remplacées par des marais salants, des bassins d'aquaculture ou des routes. Malgré les interdictions, de nombreux villageois coupent du bois de mangrove pour différents usages dont la construction (cases, greniers à provisions…), la préparation des repas, le fumage de poisson, la cueillette et la transformation des huîtres, la transformation des mollusques, etc. Les populations prétendent ne récolter que du bois mort mais en réalité elles coupent dans la majorité des cas du bois vert qu’elles laissent ensuite sécher. Cette pratique illégale est l’une des causes de dégradation de la mangrove. Ce sont surtout les formations de Rhizophora, dont la hauteur et la valeur commerciale sont plus importantes, qui sont touchées. L’Avicennia est quasi essentiellement utilisé pour la pharmacopée.
Les mangroves sont aussi sensibles aux pollutions chimiques ou aux marées noires et à certaines formes de bioconcentration de polluants.
Mais la plus grande menace pour la mangrove est l'élevage de crevettes qui s'implante massivement en bord de mer. En effet, depuis plusieurs années, la crevette est un produit de consommation courant dans les pays occidentaux et les pays tropicaux sont les lieux idéaux pour son élevage. Le littoral occupé par la mangrove est peu à peu remplacé par des bassins d'élevage qui sont le plus souvent abandonnés après quelques années d'élevage afin d'éviter l'apparition de maladies antibiorésistantes ou après l'apparition de ces dernières.
Cela a pour effet d'empêcher les habitants locaux de continuer à récolter de façon traditionnelle les produits de la mangrove. Certains bassins mal construits ont provoqué des infiltrations dans les nappes phréatiques provoquant sa salinisation et rendant son eau impropre à la consommation.
De plus, la destruction des mangroves entraine un relâchement important de dioxyde de carbone (CO2) dans l’atmosphère. Comme leur taux de décomposition est faible et que ces arbres produisent beaucoup de matière végétale, les mangroves sont un puits de carbone important. Ces puits sont formés sur de nombreuses années et le relâchement du CO2 dans l’atmosphère ne peut pas être rééquilibré facilement. Au Brésil, la mise en place de bassins destinés à la production de crevettes à libéré jusqu’à 70 % du carbone stocké dans les mangroves. Ces pertes sont équivalentes à 182 ans d’accumulation du carbone dans les sols.
Les arbres stockent le carbone dans leur matière végétale mais ceci représente 20% du stockage total. Le reste se retrouve en effet dans les sols, particulièrement en profondeur (>100 cm de profondeur). La perte du CO2 des mangroves est 10 fois plus grande que celle due à la déforestation des forêts tropicale sèches, relevant l’importance de cet écosystème.
Si l’activité humaine n’est pas le facteur le plus dégradant pour la mangrove, il s’agit cependant du facteur sur lequel il est le plus facile d’agir.

### L'acidification des sols

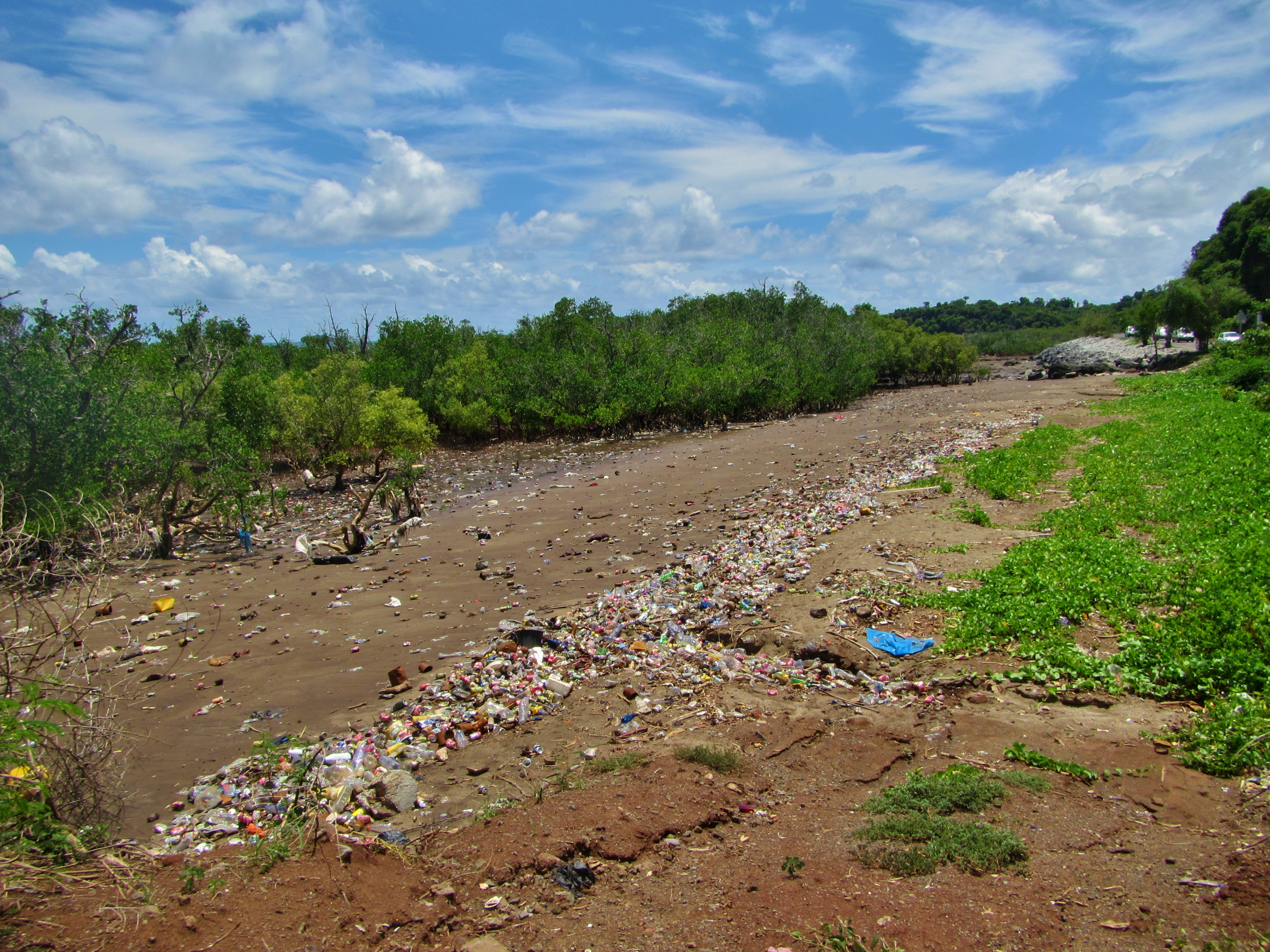
Mangrove polluée par des ordures à Mayotte. Les palétuviers, avec leurs branches au ras de l'eau et leurs racines aériennes, accumulent facilement les déchets.

Après oxydation des sols plus assez immergés, les vases de mangroves à Rhizophora deviennent plus acides (pH de 3 à 4 en Guyane, Sénégal, Suriname par exemple, soit quasiment l'acidité du vinaigre). C'est en raison de l'oxydation de la pyrite, se transformant alors en jarosite. À l'état naturel, donc jamais oxydées, les vases ont un pH neutre.
Ce pH bas rend incultes les sols pour l'agriculture, sauf pour la riziculture inondée.
Ce pH bas facilite la solubilisation, la mobilité et la biodisponibilité de métaux lourds et aggrave la toxicité du mercure massivement apporté et perdu par les chercheurs d'or dans de nombreuses forêts tropicales, mais aussi d'autres polluants comme le plomb de l'essence. Cette acidification du sol entraîne la diminution de la surface de mangrove, les palétuviers ne supportant pas une acidité trop forte, et contribue à la création de tannes.
De plus, la mangrove joue un rôle important dans la fixation du carbone. Jin Eong Ong, a montré que cet écosystème est celui qui capte le plus de carbone, environ 110 kg net par hectare et par jour en Malaisie,. Il a prouvé que sa destruction aurait des coûts cachés importants, notamment via un impact sur le dérèglement climatique lié à la quantité de carbone relâchée dans l'atmosphère.
En 2018, des chercheurs du CNRS ont rédigé un ouvrage collectif sur la mangrove et les dangers qui la menacent : Mangrove, une forêt dans la mer,.

## Relation avec les autres biosystèmes

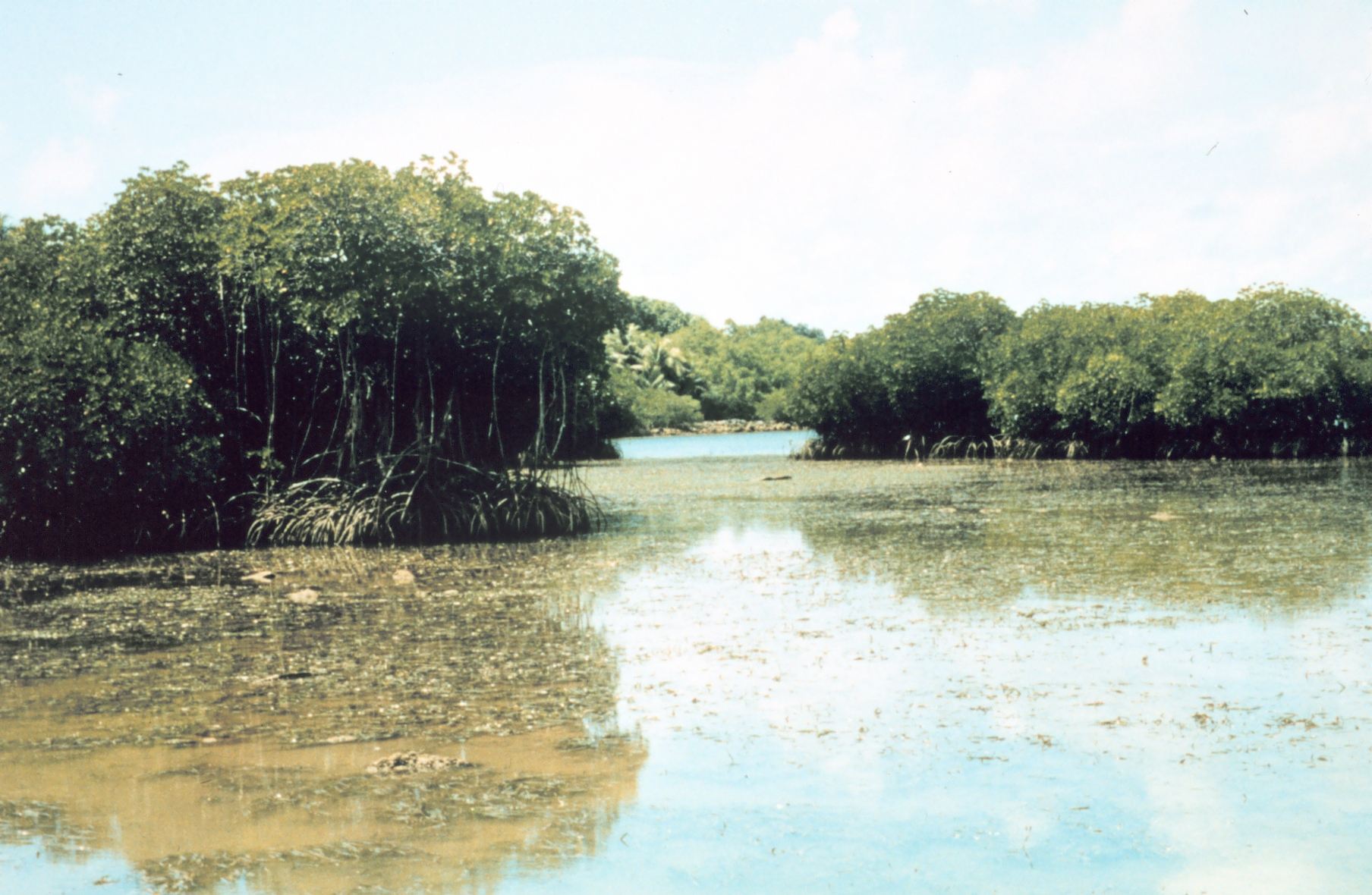
Les estuaires à mangrove sont l'habitat de nombreux organismes animaux et végétaux. Ce sont des écotones, des corridors biologiques et d'importantes zones tampons entre mer et terre, notamment pour l'atténuation des effets de tempêtes ou tsunamis.

La mangrove est très liée à l'herbier marin (ou littoral) et aux récifs d'une part, et aux systèmes vaseux d'autre part. En effet, elle a besoin pour se développer d'une eau calme, dénuée de houle. C'est le récif, en brisant la houle, qui protège et offre à la mangrove un environnement favorable. Mais la mangrove est aussi une excellente barrière entre l'océan violent et la côte fragile, particulièrement pendant les ouragans, qui peuvent provoquer une montée subite des eaux sur les rivages. Le système racinaire des palétuviers est tout à fait efficace pour absorber l'énergie des vagues. Ainsi, la mangrove est une excellente protection face au tsunami et réduit sensiblement les destructions occasionnés à l'arrière de cette zone de protection. Depuis la catastrophe du raz-de-marée de décembre 2004, cet atout de la mangrove a été mis en avant pour la protection des côtes. Au Bangladesh, le gouvernement essaye de développer la culture de la mangrove afin de stabiliser les côtes et de gagner des terres sur le delta du Gange.
En contrepartie, la mangrove a un rôle de filtre, en stabilisant la sédimentation, évitant aux récifs d'être recouverts de vase et donc de dépérir. Ces systèmes racinaires empêchent également l'érosion côtière. L'écoulement des eaux des marées est ralentie assez sensiblement de sorte que les sédiments se déposent au pied des racines des palétuviers. En conséquence, les palétuviers maintiennent leur propre environnement. On note également que ces trois biosystèmes : mangrove, herbier marin et récifs, jouent chacun un rôle dans le développement de la faune :
- les poissons naissent à l'abri dans la mangrove et s'y cachent pendant leur développement ;
- une fois trop gros pour se cacher dans la mangrove, ils se cachent dans l'herbier où ils sont encore protégés par le récif ;
- ils vivent une fois adultes dans les récifs ou au-delà.

Les palétuviers sont à la base d'écosystèmes uniques, particulièrement autour de leurs systèmes racinaires complexes. Là où les racines sont en permanence submergées, les palétuviers sont les hôtes d'algues, de bernacles, d'huîtres, d'éponges et de cnidaires. Ces organismes exigent tous des substrats durs pour s'ancrer tandis qu'ils filtrent leur alimentation.
Un cas particulier est celui des mangroves de Guyane qui sont très dépendantes des bancs de vase, lesquels peuvent rapidement se déplacer et alors exposer la mangrove de front de mer à une érosion côtière atteignant parfois 300 m de recul par an, faisant que cette mangrove a une surfaces qui varie « constamment (entre 500 et 700 km2) au gré de la migration des bancs de vase et des conditions de houles océaniques. Cette mangrove colonise 80 % de la côte guyanaise, le reste étant constitué de rares affleurements rocheux (Île de Cayenne, Kourou, Montagne d’Argent) et de quelques plages de sable, elles-mêmes périodiquement envasées et colonisées par de jeunes palétuviers ». Ici, notait Antoine Gardel (CNRS) en 2021 : « ça n'est donc pas la mangrove qui protège la côte de l'érosion mais bien les bancs de vase (les parties subtidales) qui amortissent les houles. Cette précision est importante à apporter puisqu'il est communément admis que la mangrove joue un rôle protecteur face à l'érosion, ce qui n'est donc pas tout à fait exact en Guyane ».

## Lien avec les schorres des zones tropicales ou tempérées
En région tropicale, en amont de la zone de la mangrove se développent des schorres, qui peuvent aussi se développer en dehors des zones tropicales en amont de zones vasières littorales nues appelées slikkes.

## Perspectives de protection

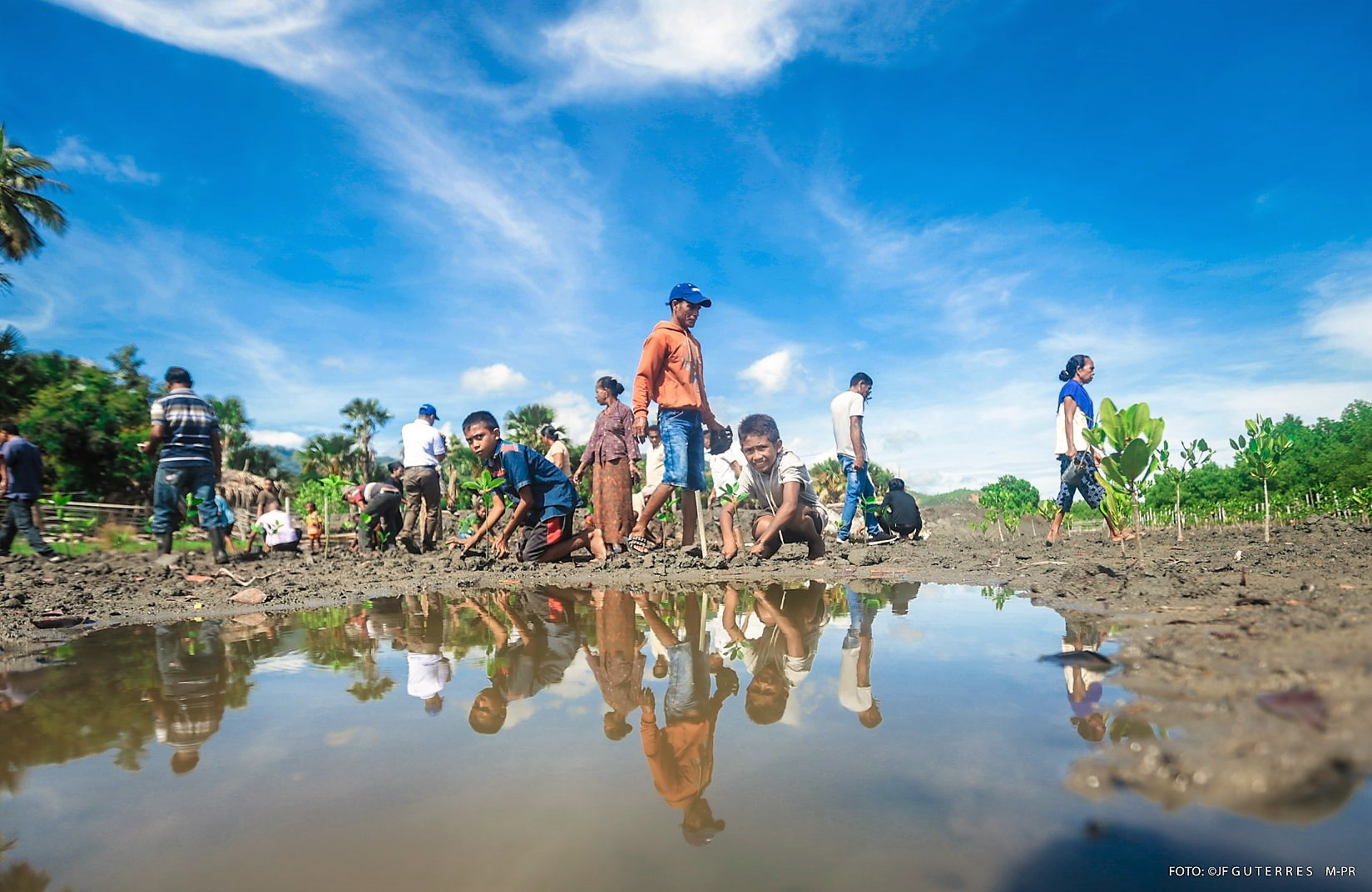
Restauration d'une mangrove à Ulmera dans le Timor oriental, par la population locale

Partout dans le monde, des appels à protection des mangroves ont émergé depuis les années 1970, notamment de la part du commandant Cousteau, du WWF ou de Greenpeace puis de nombreux écologues. Elles peuvent être incluses dans le défi de Bonn qui vise désormais à reboiser 350 millions d’hectares entre 2011 et 2030, pour des raisons climatiques, mais aussi de sécurité, biodiversité et paix.
En France (pays responsable outre-mer d'un linéaire important de mangroves, dont en Guyane), le Grenelle de la mer, en juin 2009, dans sa proposition no 48 intitulée Mettons en place un programme national pour protéger et valoriser la biodiversité de l’Outre Mer, a inclus une sous-proposition qui est d'« établir un plan concerté de gestion des mangroves : déterminer celles qui doivent être protégées (sur la base de travaux du Conservatoire du littoral) », formulation qui laisse un doute sur le fait qu'on ne veuille protéger que les mangroves menacées, ou considérer que certaines pourraient être sacrifiées au développement touristique ou à l'aquaculture.